# Fatuix
El fatuix (àrab: فتوش, fattūx; turc: fettuş) és una amanida típica del Pròxim Orient que porta trossos de pa de pita torrats o fregits i hortalisses com ara tomàquet, rave i ceba. És especialment popular en les societats del Llevant. Forma part d'una família de plats coneguts com a fattat o ftut, que tenen en comú la base de pa de pita.

## Etimologia
El mot fatuix és una adaptació al català de l'ètim àrab فتوش, fattūx. Al seu torn, el terme àrab deriva de فت, fatta, que significa ‘trencar’ o ‘trossejar’ (en referència al pa àrab porcionat), amb el sufix diminutiu d'origen turc -ūx, present en diversos dialectes de l'àrab. Antigament, a Palestina es coneixia també com a أبو مليح, Abū Mlīh.

## Origen
Es creu que l'origen del fatuix data de mitjan segle xix. Segons conta la llegenda, el plat es va crear al Mont Líban durant el conflicte nacional del 1840, quan molts cristians es van refugiar a la ciutat de Zahlé, on els van acollir les famílies Dar Al Skaf (دارة آل السكاف, Dār Āl as-Skāf) i Al-Fattoush (آل فتوش, Āl Fattūx). Si bé els amfitrions els van oferir carn de vedella i d'au, els pròfugs van estimar-se més de no consumir-ne per a respectar el dejuni quaresmal. Per consegüent, els amos de la casa els van oferir amanida, que els convidats van començar a menjar amb pa. En veure-ho, un refugiat va riure i va afirmar sarcàsticament: «Guaita, Fattoush, els teus convidats mengen un plat nou, amanida amb pa!». Basant-se en això, el patriarca de l'Església Catòlica Melquita, Gregori II Youssef, va dir als seus correligionaris: «D'ara en endavant anomenarem aquest plat fatuix, i en menjarem quan fem dejuni». Aquests esdeveniments van tenir lloc cap al final del Ramadà (el mes de dejuni per als musulmans) de l'any 1862 (segons el calendari islàmic, el 1278), amb la qual cosa es creu que la població de Zahlé hauria heretat el costum cristià de consumir fatuix durant el període d'abstinència. Encara en consumeixen en el segle xxi tant cristians com musulmans durant la Quaresma i el Ramadà, respectivament.

## Ingredients
Principalment combina els trossos de pa de pita torrats o fregits amb hortalisses fresques, sovint verdures de fulla o verdures en general, com ara tomàquet, enciam, rave, cogombre, pebrot i ceba. Tots els ingredients han d'estar trossejats. S'acostuma a condimentar amb sal i oli d'oliva, suc de llimona o vinagre, sumac, menta seca, julivert o melassa de magrana. També es pot acompanyar d'hummus, segons la preferència del consumidor.
Per la seva composició, es considera que forma part d'una família de plats coneguts com a fattat o ftut, que tenen en comú la base de pa de pita. A més a més, ha estat comparat amb la panzanella italiana.

## Consum
Es menja a tot el Llevant i en països pròxims, és a dir, a Jordània, el Líban, Palestina, Israel, Síria, Turquia, l'Iraq i Egipte. Es pot prendre com a aperitiu, en l'àpat del meze o acompanyat de carn en el dinar o el sopar.

## Galeria
- Fatuix jordà.
- Fatuix libanès.
- Fatuix palestí.
- Fatuix palestí.
- Fatuix sirià.